# Кавањера (Павија)
Кавањера је насеље у Италији у округу Павија, региону Ломбардија.
Према процени из 2011. у насељу је живело 336 становника. Насеље се налази на надморској висини од 87 м.